# Comuna Kuropatnîkî, Berejanî
Kuropatnîkî (în ucraineană Куропатники) este o comună în raionul Berejanî, regiunea Ternopil, Ucraina, formată din satele Baranivka, Iasne și Kuropatnîkî (reședința).

## Demografie
Componența lingvistică a comunei Kuropatnîkî
     Ucraineană (99,44%)
     Alte limbi (0,48%)
Conform recensământului din 2001, majoritatea populației comunei Kuropatnîkî era vorbitoare de ucraineană (99,44%), existând în minoritate și vorbitori de alte limbi.